# 原田乳業
原田乳業株式会社（はらだにゅうぎょう）は、新潟県燕市に本社を置き主に乳製品を販売している企業。

## 概要
「香料や安定剤に頼らず自然のおいしさをお客さまに味わってもらうこと」を商品開発のコンセプトに据えて、新潟県内だけでなく関東や東北を中心に販売網を広げている。
業務スーパーなどで販売されている『なめらか練乳プリン』について、コストパフォーマンスが優れていると評価されている。

## 歴史
1887年（明治20年）に、創業者である原田平次郎と長男の平九郎の親子が、新津町結（現在の新潟市秋葉区）から、乳牛1頭を連れて燕市白山町に移住して創業した。牛乳が高価な時代に、原田親子は約30キロ入るブリキ缶に牛から搾ったままの牛乳を入れて、燕市から10キロメートルほど離れた白根地区（現在の新潟市南区）まで売り歩き、販売エリアを広げた。当時の牛乳は量り売りであり、殺菌は客が自ら火にかけるシステムだったが、牛乳を売り歩く時間が長引くと牛乳の温度が上がって品質が下がり売り物にならなくなってしまうため、原田親子は大小のブリキ缶を重ね合わせて、集落に着くたびに2つの缶の間に井戸水を流し込んで温度が上がらないように管理しながら売り歩いた。
1907年（明治40年）には、現在の新潟市秋葉区周辺で産出した天然ガスを利用したガラス瓶の製造が始まり、牛乳の瓶詰め販売を始める。牛乳を瓶ごと熱湯で殺菌処理するなど保存性も高まり、牛乳の需要も増えていった。
1936年（昭和11年）には石炭ボイラーを導入し、蒸気を使った牛乳の殺菌を始めたことで、殺菌処理能力が高まった。
第二次世界大戦中は食糧不足で飼料が調達できず、牛乳の生産が激減。30頭以上いた乳牛を順次売却し、最終的に1頭だけで牛乳事業を続けた。
1954年（昭和29年）に当時の農林省が学校給食に支給される牛乳を国産牛乳に切り替えるよう通知を出したことで、原田乳業も給食用牛乳を製造することになり、乳牛を約20頭まで増やし、1955年（昭和30年）には新工場を建設し、他社に先がけて殺菌機や瓶の自動洗浄機、冷蔵設備などを導入した。
牛乳の需要が伸びる一方で、原料となる原乳の主要な購入先だった酪農組合が自前で牛乳製造を開始したため、原乳を卸してくれなくなり、営業面で打撃を受けたことで、各地を奔走。遠くは魚沼市まで買い付けに行ったほか、燕市内に土地を取得して牛舎を建て、乳牛の飼育も約30頭に拡大した。
1957年（昭和32年）に、他社がコーヒー牛乳を売り始めたことを参考にし、牛乳以外では初の商品となるコーヒー牛乳（ラクトコーヒー）の製造を始める。コーヒーは焙煎した豆を毎日コーヒーミルで粉にして、ネルと呼ばれる布製のフィルターで抽出したことで、本格的な味が受け、大ヒット商品となった。
1967年（昭和42年）に法人化。
牛乳以外の収入源も得ようと、デザート類の製造・開発にも力を入れ、1982年（昭和57年）には新潟県内のメーカーでは初めて果肉入りのヨーグルトを発売した。
1995年（平成7年）に発売した飲むヨーグルトは、濃厚な味が受け、コーヒー牛乳に次ぐ大ヒット商品となった。
近年は経営を見直し、宅配部門の販売本数が年々減少し採算が悪くなっていたため牛乳の宅配事業から撤退した他、小品種大量販売とすることで原価を抑えることで他社との価格競争力を高めたり、新潟県内の豆腐業者などと協力して県外への販路を広げて共同配送することで物流経費を抑えた。その結果、会社の事業規模は縮小したが、赤字だった経営の黒字回復に成功した。